# Lynn Swann
Lynn Curtis Swann, (* 7. März 1952 in Alcoa, Tennessee), Spitzname: Swanny, ist ein ehemaliger US-amerikanischer American-Football-Spieler. Er spielte als Wide Receiver für Pittsburgh Steelers in der National Football League (NFL).

## Herkunft
Der Vater von Lynn Swann arbeitet als Flugzeugmechaniker, seine Mutter war in einer Zahnarztpraxis beschäftigt. Im Alter von zwei Jahren zog er mit der Familie nach San Mateo, Kalifornien. Bis zum Schulabschluss erhielt er an der  High School eine Tanzausbildung. Der sportlich talentierte Swann besuchte die Junipero Serra High School, wo er neben American Football, auch Leichtathletik und Basketball betrieb. In der Footballmannschaft kam er als Wide Receiver, aber auch als Quarterback zum Einsatz. Die Meriten, die er sich als Footballspieler erworben hatte, verhalfen ihm zu einem Stipendium an der University of Southern California.

## College
Swann spielte am College für die USC Trojans. 1972 errangen die Trojans mit Swann als Mannschaftskapitän die Nationale Collegemeisterschaft (der Meister wurde gewählt und nicht in einem Endspiel ausgespielt), nachdem sie im Rose Bowl mit 42:17 gegen die Ohio University gewonnen hatten. Swann gelang in diesem Spiel ein Touchdown. Im darauf folgenden Jahr wurde er zum MVP im Collegefootball erklärt. Swann studierte Public Relations und machte darin auch seinen Abschluss.

## Profilaufbahn
Swann wurde 1974 in der ersten Runde der Draft durch die Steelers an 21 Stelle gezogen. 1974 konnten die Steelers zahlreiche Spieler verpflichten, die später in die Pro Football Hall of Fame aufgenommen wurden. Neben Swann konnten der Wide Receiver John Stallworth, der Linebacker Jack Lambert, sowie der Center Mike Webster verpflichtet werden. Weitere spätere Mitglieder in der Pro Football Hall of Fame, wie der Runningback Franco Harris und der Quarterback Terry Bradshaw spielten bereits für die Mannschaft aus Pittsburgh. Die Steelers konnten sich als das Spitzenteam der NFL etablieren.
Bereits in Swanns erstem Jahr gelang den Steelers unter Coach Chuck Noll der Einzug in den Super Bowl. In dem Super Bowl IX wurden die Minnesota Vikings mit 16:6 besiegt. Im darauf folgenden Jahr wurden die Dallas Cowboys in dem Super Bowl X mit 21:17 geschlagen. Swann gelang dabei der entscheidende Touchdown.
Insgesamt gelang ihm bei vier Passfängen ein Raumgewinn von 161 Yards, was zu diesem Zeitpunkt ein Endspielrekord war. Die Ernennung zum Super Bowl MVP war die Konsequenz. Im Super Bowl XIII konnten die Cowboys erneut mit 35:31 bezwungen werden. Swann war wiederum einer der Leistungsträger des Spiels – ihm gelangen sieben Passfänge mit einem Raumgewinn von 124 Yards. Auch im darauf folgenden Jahr konnte Swann im Super Bowl XIV auf sich aufmerksam machen. Diesmal wurden die Los Angeles Rams mit 31:19 geschlagen. Swann erzielte erneut einen Touchdown und fing 5 Pässe für einen Raumgewinn von 79 Yards.
Swann beendete 1982 seine Spielerlaufbahn.

## Ehrungen
Swann spielte in drei Pro Bowls, wurde dreimal zum All Pro gewählt und ist seit 2001 Mitglied in der Pro Football Hall of Fame, sowie im NFL 1970s All-Decade Team. Seit 1993 ist er Mitglied in der College Football Hall of Fame, sowie seit 2002 in der Bay Area Sports Hall of Fame, der Ruhmeshalle für die Sportler, die aus dem Bereich San Francisco kommen. 1981 erhielt er den Walter Payton Man of the Year Award.

## Nach der Laufbahn
Swann wurde nach seiner Spielerlaufbahn erfolgreicher Geschäftsmann. Bis 2006 war er zudem als Sportmoderator tätig und kommentierte unter anderem Spiele der NFL bei dem amerikanischen Fernsehsender ABC. Ferner leitete er eine Spielshow im Fernsehen und trat immer wieder als Schauspieler in Erscheinung. Ferner übte er zahlreiche Staatsämter aus und verlor 2006 als Republikaner die Wahl zum Gouverneur von Pennsylvania.

## Abseits der Laufbahn
Swann ist zum zweiten Mal verheiratet und hat mit seiner derzeitigen Frau Charena zwei Söhne. Sein Schwager ist der ehemalige US-amerikanische Basketballprofi Sherman Douglas. Seine erste Frau Bernadette ist mittlerweile mit Sugar Ray Leonard verheiratet.

## Quelle
- Jens Plassmann: NFL – American Football. Das Spiel, die Stars, die Stories (= Rororo 9445 rororo Sport). Rowohlt, Reinbek bei Hamburg 1995, ISBN 3-499-19445-7.